# Anke Feller
Anja Feller, nemška atletinja, * 26. september 1971, Göttingen, Zahodna Nemčija.
Ni nastopila na olimpijskih igrah. Na svetovnih prvenstvih je v štafeti 4×400 m osvojila naslov prvakinje leta 1997 in bronasto medaljo leta 1999, na svetovnih dvoranskih prvenstvih bronasto medaljo v isti disciplini leta 1997, na evropskih prvenstvih pa naslov prvakinje leta 1998.